# Zetje van Weiss

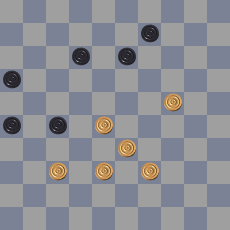
diagram 1

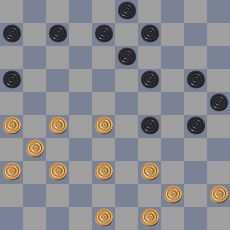
diagram 2

Het Zetje van Weiss is een standaardcombinatie die bij het dammen een belangrijke rol speelt. 
De combinatie is genoemd naar de Fransman Isidore Weiss, die zich rond 1900 de officieuze wereldkampioen dammen mocht noemen.
Kenmerkend voor de combinatie is de manier waarop de stukken die uiteindelijk geslagen worden, worden geplaatst. In diagram 1 wint wit door 24-19 (13x24) 28-22 (27x18) 37-31 (26x37) 38-32 (37x28) 33x4.
Het Zetje van Weiss is verraderlijk en komt vaak in de wedstrijdpraktijk voor waar het tot op hoog niveau slachtoffers maakt. Bekendste voorbeeld is de 17e matchpartij om de wereldtitel in 1973 tussen Ton Sijbrands met wit en uitdager Andris Andreiko met zwart. Zie diagram 2. Na (15-20?) won Sijbrands door 38-33 (29x38) 28-23 (19x28) 27-22 (28x17) 37-32 (38x27) 31x2 en werd even later wereldkampioen.